# Acadèmia Filipina de la Llengua Espanyola
L'Acadèmia Filipina de la Llengua Espanyola està formada per un grup d'acadèmics, professors, filòlegs, periodistes i escriptors i pertany a l'Associació d'Acadèmies de la Llengua Espanyola.
Va ser establerta a Manila el 25 de juliol de 1924. Els seus fundadors i principals impulsors van ser el novel·lista i contista Guillermo Gómez Windham, el polígraf Jesús Balmori i el poeta i assagista Fernando María Guerrero, anomenat "príncep dels poetes filipins", fundador del diari filipí en espanyol El Renacimiento. La seva filla Evangelina Guerrero, també poeta, seria més tard la primera dona a qui se li oferís la dignitat d'Acadèmica, en l'àmbit de totes les Acadèmies hispàniques de la Llengua. Evangelina Guerrero va renunciar al nomenament, per entendre que aquest més aviat constituïa un homenatge al difunt pare i fundador, que no un honor a mèrits propis. La segona dona acadèmica filipina va ser l'escriptora Adelina Gurrea.
La institució actualment té la seu en el Casino Espanyol de Manila a Ermita (Manila) barri històric de la capital filipina.

## Acadèmics
Junta Directiva:
- Emmanuel Luis Romanillos, director
- José Rodríguez Rodríguez, director honorari
- Salvador B. Malig, vicedirector
- René Ángelo Prado, tresorer
- Macario Ofilada, secretari
- Wystan de la Peña Salarda, secretari adjunt
- Guillermo Gómez Rivera, bibliotecari

### Acadèmics de nombre per ordre d'antiguitat
- Guillermo Gómez Rivera
- Edmundo Farolán Romero
- Fidel Villarroel
- Pedro G. Tejero
- Ramón A. Pedrosa
- José Rodríguez Rodríguez
- Diosdado Talamayan y Aenlle
- Rosalinda Orosa
- José Arcilla Solero S. J.
- María Consuelo Puyat-Reyes
- Francisco C. Delgado
- Gloria Macapagal-Arroyo
- Benito Legarda
- Salvador B. Malig
- Alberto G. Rómulo
- Wystan de la Peña Salarda
- Lourdes Castrillo Brillantes
- Regino Paular y Pintal
- Emmanuel Luis A. Romanillos
- José María Cariño y Ancheta
- Macario M. Ofilada, III
- Erwin Thaddeus Bautista Luna
- René Ángelo Prado Singian
- René S. Salvania
- Trinidad O. Regala
- Daisy López

## Acadèmics electes
- Ricardo Vidal